# Lambert Heinrich Röhl
Lambert Heinrich Röhl, auch Lampert Hinrich, auch Roehl (* 8. Juli 1724 in Ribnitz; † 17. Juni 1790 in Greifswald) war ein deutscher Mathematiker, Astronom und Hochschullehrer.

## Leben
Lambert Heinrich Röhl wuchs als Sohn eines Stadtmusikanten in Ribnitz auf. Nach Schulbesuch in Ribnitz und Stralsund studierte er an der Universität Rostock und Universität Greifswald Mathematik. Später nahm er Stellen als Hauslehrer u. a. in Rostock und Stralsund an. 1753 kehrte Röhl nach Greifswald zurück und wurde dort promoviert. Noch im selben Jahr erwarb er die Erlaubnis, akademische Vorlesungen zu halten. Später begleitete Röhl seinen akademischen Lehrer Andreas Mayer bei dessen Reisen zur kartographischen Aufnahme von Schwedisch-Pommern.
1762 wurde Röhl astronomischer Observator und außerordentlicher Professor an der Universität Greifswald. 1775 wurde er der erste ordentliche Professor der Astronomie in Greifswald. 1779 und 1788 war Röhl Rektor der Universität.

## Leistungen

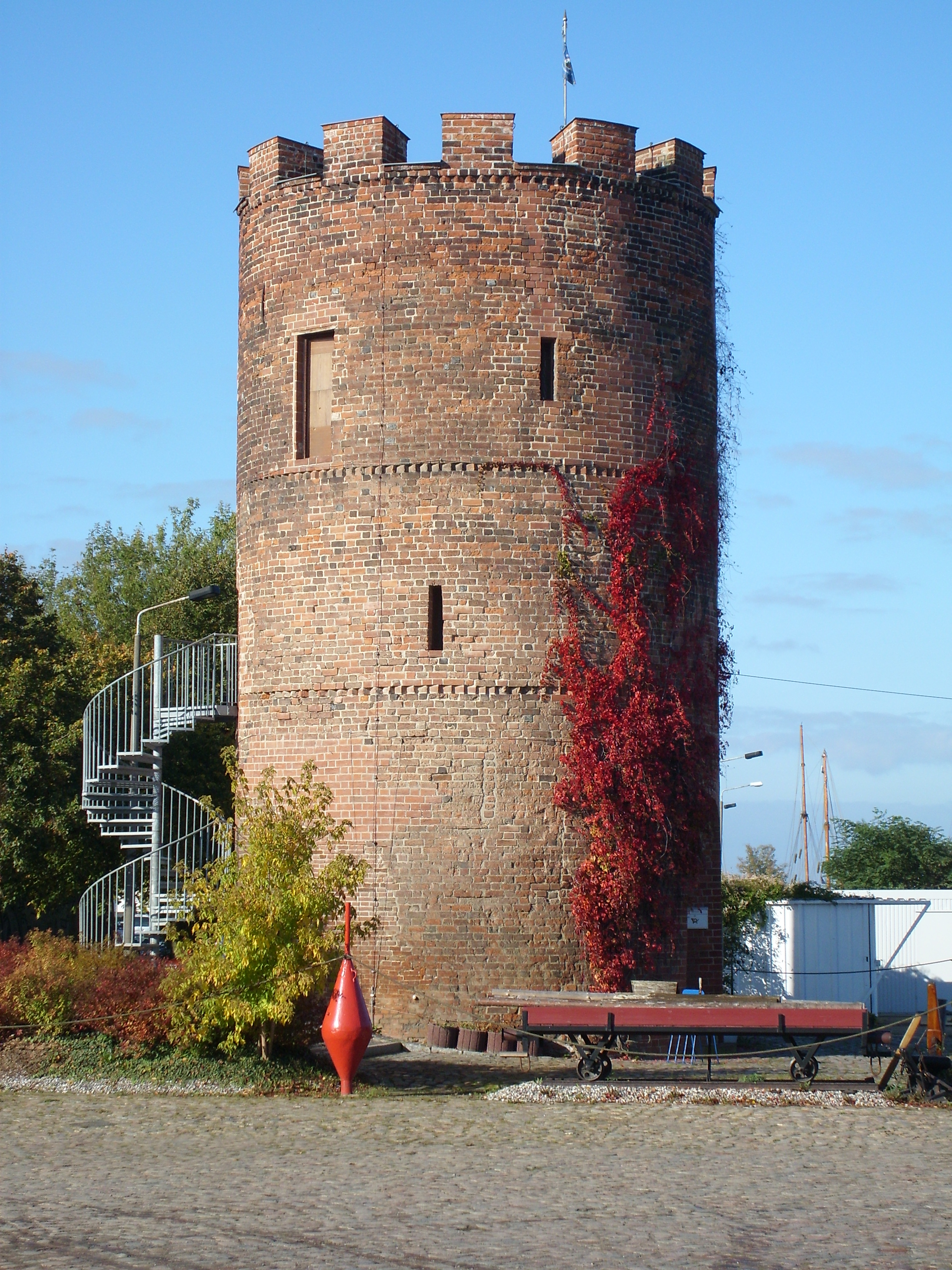
Der Fangenturm: Standort der ersten Greifswalder Sternwarte.

Ein besonderes Verdienst erwarb Röhl sich 1773–1775 durch die Einrichtung der Greifswalder Sternwarte in einem noch heute vorhandenen Befestigungsturm. Die Gründung der Sternwarte ging auf einen Vorschlag seines Lehrers Andreas Mayer zurück. Röhl war ab 1775 auch der erste Direktor der Sternwarte. Aufgrund seiner astronomischen Beobachtungen ernannte ihn die Stockholmer Akademie der Wissenschaften zu ihrem Mitglied. Die 1775 eingerichtete Astronomie-Professur war eine der ersten Fachprofessuren modernen Zuschnitts an der Greifswalder Hochschule.
Röhl trug auch mit Lehrtätigkeit, eigenen Veröffentlichungen und Übersetzungen zur berufspraktischen Ausbildung von Seeoffizieren in Schwedisch-Pommern bei. Die Lehre der astronomischen Navigation war ein wesentlicher Bestandteil des Greifswalder Spezialschulwesens, das die Hochschule besser an den Bedürfnissen des aufstrebenden Bürgertums orientierte.

## Werke

### Eigene Arbeiten (Auswahl)
- Von der Sonnen-Parallaxe und ihrer Bestimmung aus dem Durchgange der Venus durch die Sonnenscheibe nebst angehängter Ankündigung mathematischer Vorlesungen. Röse, Greifswald 1761. (Digitalisat)
- [mit Andreas Mayer:] Observationes Veneris Gryphiswaldenses. Röse, Greifswald 1762.
- De motu planetarum epicycloidico adparente et vero composito. Röse, Greifswald 1768. (Digitalisat in der Digitalen Bibliothek Mecklenburg-Vorpommern)
- Merkwürdigkeiten von den Durchgängen der Venus durch die Sonne. Röse, Greifswald 1768. (Digitalisat)
- Einleitung in die Astronomischen Wissenschaften.

Erster Theil. Röse, Greifswald 1768. (Digitalisat)
Zweiter Theil. Röse, Greifswald 1779.
- Anleitung zur Steuermannskunst den Weg auf der See zu finden und zu berichtigen. Röse, Greifswald 1778. (Digitalisat)

### Übersetzungen (Auswahl)
- Torbern Olof Bergman: Physicalische Beschreibung der Erdkugel, auf Veranlassung der cosmographischen Gesellschaft. Aus dem Schwedischen von Lampert Hinrich Röhl. Röse, Greifswald 1769. (Digitalisat)
- Friedrich [Fredric] Mallet: Allgemeine oder Mathematische Beschreibung der Erdkugel, auf Veranlassung der cosmographischen Gesellschaft. Aus dem Schwedischen von Lampert Hinrich Röhl. Röse, Greifswald 1774. (Digitalisat)